# Tannhäuser
Tannhäuser och sångarstriden på Wartburg (tyska: Tannhäuser und der Sängerkrieg auf Wartburg, WWV 70) är en tysk opera i tre akter från 1845 av Richard Wagner med libretto av kompositören. Den handlar om konflikten mellan den dygdiga och sinnliga kärleken, och som ofta hos Wagner innehåller den även ett frälsningsmotiv. Två av Wagners operor har starka religiösa motiv - Tannhäuser och Parsifal. I Tannhäuser låter Wagner den protestantiska kritiken av romersk-katolska kyrkan komma fram, medan en djup katolsk mysticism och fromhet frodas i Parsifal. Tannhäuser finns i två versioner: den ursprungliga Dresden-versionen och den så kallade Paris-versionen med balett i den första akten.
Operan är baserad på två tyska legender: Tannhäuser, den mytologiserade medeltida tyska Minnesångaren och poeten, och sagan om sångarstriden på Wartburg. Berättelsen kretsar kring kampen mellan helig och profan kärlek, samt försoning genom kärlek, ett tema som löper genom de flesta av Wagners verk.
Operan är fortfarande en viktig del av operahusets repertoar under 2000-talet.

### Källor

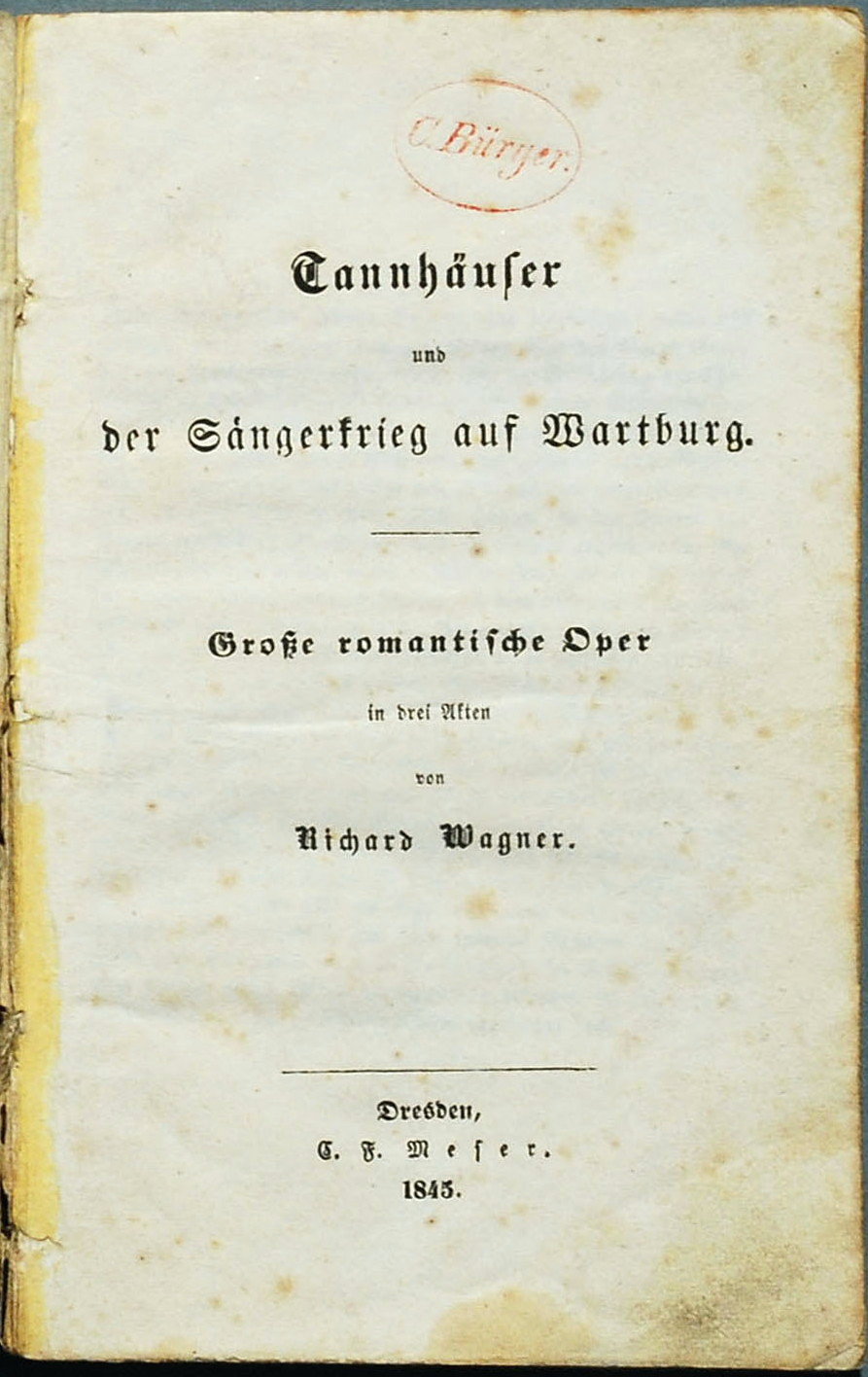
Librettot, Dresden 1845

## Kompositionshistorik

### Musiken

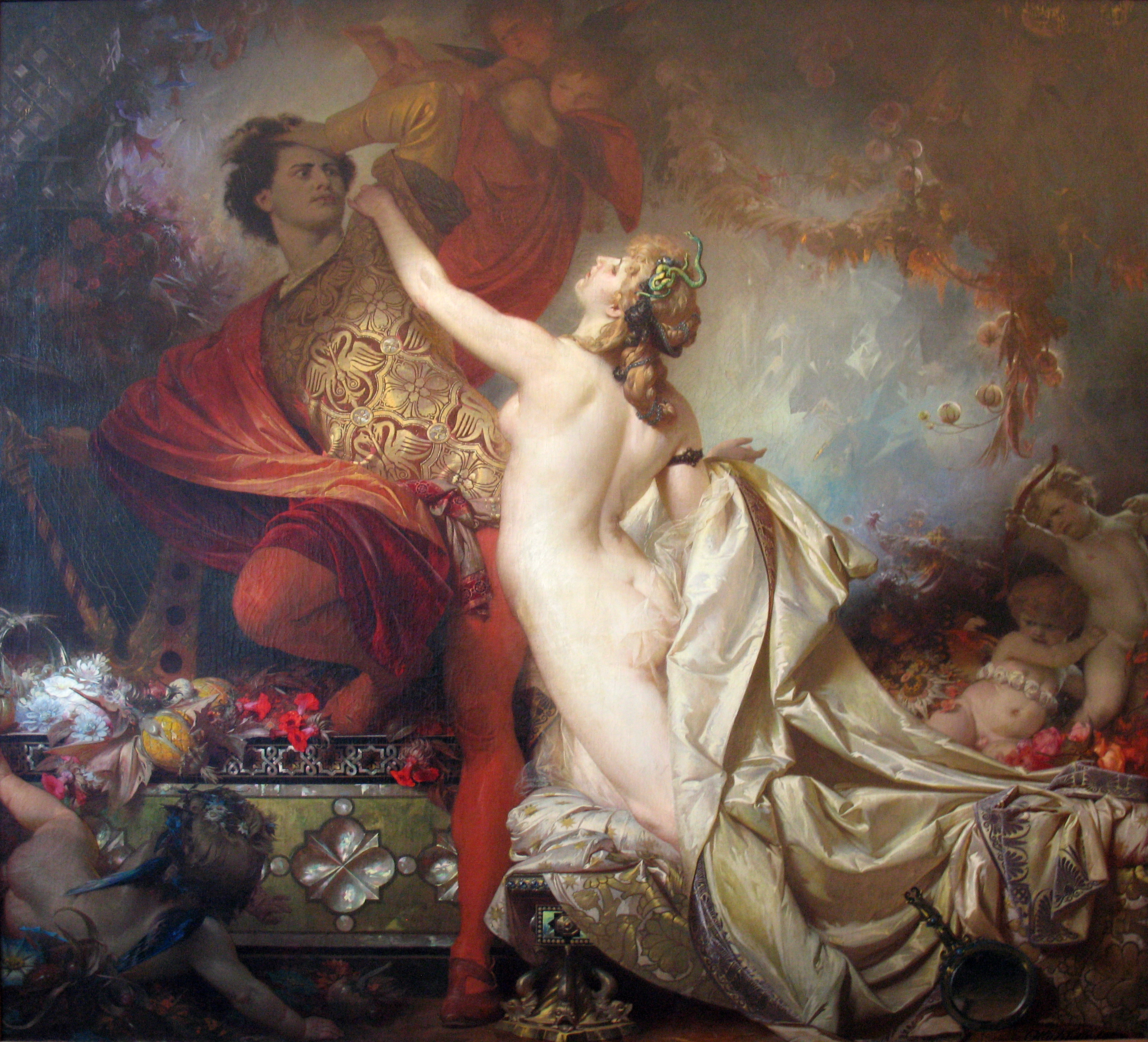
Tannhäuser och Venus

På vägen från Paris till Dresden 1842 kom Wagner förbi Wartburg, där solen just bröt fram genom molnen. Han uppfattade det som ett gott omen för sin kommande opera. Han utarbetade texten och scenariot sommaren 1842, och som den fullständiga titeln anger arbetade han ihop två olika legender som inte har med varandra att göra. Historien om Tannhäuser så som den återges i Des Knaben Wunderhorn bildar underlag för början av första akten och slutet av tredje, medan berättelsen om sångartävlingen på Wartburg kommer från källan om Heinrich von Ofterdingen. Även E.T.A. Hoffmann hade sysslat med dessa legender men Wagner var den förste som insåg att man kunde koppla ihop dem med stor dramatisk effekt. Wagner började komponera musiken under en semester i Teplitz sommaren 1843 och färdigställde hela partituret den 13 april 1845. Operans berömda ouvertyr, som ofta spelas separat som konsertstycke, skrevs sist. I den första versionen var Tannhäusers besvärjelse av Venus och Elisabeths död i tredje akten bara svagt antydda och undret i slutscenen framgick endast av körens text, men redan 1846 ändrade Wagner slutet så att Venus visade sig igen och pilgrimerna bar på den grönskande staven. Det var dock först vid föreställningarna i augusti 1847 som operan fick den final som nu kallas "Dresdner Fassung" där Tannhäuser ser Elisabeths begravningståg. 
Medan Wagner komponerade musiken till Venusberget blev han så passionerad att han blev sjuk. I sin självbiografi skrev han: "Med mycket smärta och möda skissade jag de första konturerna av min musik för Venusberget... Under tiden var jag mycket besvärad av upphetsning och blodrusningar till hjärnan. Jag inbillade mig att jag var sjuk och låg hela dagar till sängs..." Instrumenteringen visar också tecken på att låna från fransk operastil. Partituret innehåller stämmor för bleckblås på scenen. Men i stället för att använda franska bleckblåsinstrument använder Wagner 12 tyska valthorn. Wagner använder sig också av harpan, en annan vanlig företeelse i fransk opera. Wagner gjorde ett antal revideringar av operan under sitt liv och var fortfarande missnöjd med dess format vid sin död. Den mest betydande omarbetningen gjordes inför operans premiär i Paris 1861.

## Uppförandehistorik

### Dresdenversionen (1845)
Urpremiären gavs på Königliches Hoftheater i Dresden den 19 oktober 1845. Tonsättaren Ferdinand Hiller, som vid den tiden var vän till Wagner, hjälpte till med de musikaliska förberedelserna inför uppsättningen. Rollen som Elisabeth sjöngs av Wagners brorsdotter Johanna Wagner. Wagner hade tänkt ha haft premiär på operan den 13 oktober, Johannas 19-årsdag, men hon var sjuk så den sköts upp med sex dagar. Venus sjöngs av Wilhelmine Schröder-Devrient och titelrollen som Tannhäuser av Josef Tichatschek. Föreställningen dirigerades av tonsättaren. De första tre föreställningarna mottogs av publiken som för långa, men redan den fjärde, efter några justeringar, möttes av extatisk publik och full salong. Men Tannhäuser blev inte den succé som Rienzi hade blivit, och Wagner satte nästan omedelbart igång med att modifiera slutet och justera partituret under 1846 och 1847. I den första nypremiären i Dresden (1847) förtydligade han framställningen av Venus frestelse av Tannhäuser i sista akten och lade till en vokal presentation av pilgrimskören i denna akt (där den tidigare hade representerats av enbart orkester). I den ursprungliga finalen, det vill säga den som ingick i de första 13 föreställningarna i Dresden, glödde Venusberget i fjärran och klockringning tillkännagav Elisabeths död. I den nya finalversion ― Dresden den 1 augusti 1847 ― visar sig Venus själv och riddarna uppenbarar sig bärande den döda Elisabeth på en bår, varefter Tannhäuser bryter samman vid Elisabeths kropp och dör. Det var först vid föreställningarna i augusti 1847 som operan fick den final, som nu kallas Dresdner Fassung och där Tannhäuser ser Elisabeths begravningståg. 
Efter att Franz Liszt hade satt upp operan på Weimar hovteater 1849 spelades ytterligare föreställningar mellan 1852 och 1856 i (bland annat) Schwerin, Kassel, Poznań, Wiesbaden, Hannover, München och Berlin.
Dresdenversionen användes för de första produktionerna utanför Tyskland, särskilt då i Riga den 18 januari 1853, i Tallinn den 10 januari 1854; i Prag den 25 november 1854 på Stavovské divadlo; i New York den 4 april 1859; och i London den 6 maj 1876 på Royal Opera House, Covent Garden (då den sjöngs på italienska).

### Parisversionen (1861)

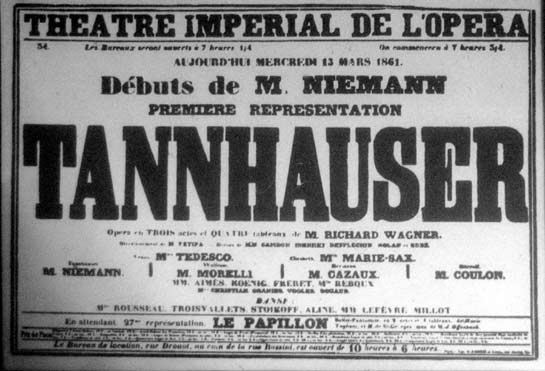
Affisch till första Parisuppsättningen av Wagners opera Tannhäuser 1861

Wagner gjorde en väsentlig förändring av operan för en föreställning av Parisoperan 1861. Detta hade begärts av kejsar Napoleon III på förslag av prinsessan Pauline von Metternich, hustru till den österrikiske ambassadören i Frankrike. Denna revidering ligger till grund för det som nu är känt som "Parisversionen" av Tannhäuser. Förslaget innebar att kompositören var tvungen att infoga en balett i partituret, enligt operahusets traditioner. Wagner gick med på detta villkor eftersom han ansåg att en framgång på Parisoperan var hans viktigaste möjlighet att återetablera sig efter sin exil från Tyskland. Men i stället för att placera baletten på sin traditionella plats i akt 2, valde han att placera den i akt 1, i form av en backanal, där den kunde få en dramatisk mening genom att representera den sensuella världen i Venus rike. Det skedde ytterligare omfattande förändringar. Texten översattes till franska (av bland andra Charles-Louis-Étienne Nuitter). Venus, en roll som i Dresdenversionen sjöngs av en sopran, skrevs om till mezzosopran. Venus aria "Geliebter, komm!" transponerades ner med en halvton, och dess senare del skrevs om helt och hållet. Ett solo för Walther togs bort från akt 2. Extra rader för Venus efter Tannhäusers "Hymn till kärleken" lades till. Orkesterinledningen till akt 3 förkortades. Slutet av operan omarbetades för att inkludera Venus på scenen, där publiken tidigare bara fick höra Venusmotivet, i ett försök att förtydliga handlingen.
Tannhäusers första föreställning i Paris gavs den 13 mars 1861 på Salle Le Peletier i Parisoperan. Tonsättaren hade varit djupt involverad i förberedelserna och det hade hållits 164 repetitioner. Kostymerna designades av Alfred Albert, scenografin av Charles-Antoine Cambon och Joseph Thierry (akt 1, scen 1), Édouard Desplechin (akt 1, scen 2 och akt 3) och Joseph Nolau och Auguste Alfred Rubé (akt 2).
Vid premiären blev operan till en början väl mottagen, med inslag av visslingar och kattmjaumandet som började dyka upp i akt 2 och blev framträdande i slutet av tredje akten. Till den andra föreställningen togs mycket av den nya balettmusiken bort, liksom en del av de handlingar som särskilt hade väckt hån, till exempel herdepipan i första akten. Vid denna föreställning var dock publikstörningarna större. Detta berodde delvis på medlemmar av den förmögna och aristokratiska Jockeyklubben, som motsatte sig att baletten skulle komma i akt 1, eftersom detta innebar att de var tvungna att vara närvarande från början av föreställningen (vilket störde deras matschema). Det påstods att de delade ut visselpipor till publiken. En ytterligare drivkraft till splittring var prinsessan von Metternichs och hennes hemland Österrikes impopularitet. Vid den tredje föreställningen den 24 mars (som Wagner inte närvarade vid) orsakade tumultet flera avbrott på upp till femton minuter åt gången. Som en följd av detta drog Wagner tillbaka operan efter den tredje föreställningen. Detta markerade slutet på Wagners förhoppningar om att etablera sig i Paris. Att föreställningarna i Paris inte hjälpte Wagner att få sitt genombrott i Frankrike berodde bara delvis på att det inte fanns någon balett i andra akten, utan snarare på verkets ovanliga och nya struktur. Enligt Imbert de Saint-Amand var det dock framför allt längden på vissa scener som väckte publikens missnöje, särskilt Venusbergsscenen och sångarnas krig, och slutligen den långa berättelsen om resan till Rom.
Den första föreställningen utanför Frankrike av "Paris"-versionen gavs i Bologna den 7 november 1872 på Teatro Comunale (den första föreställningen av operan i Italien). De amerikanska och brittiska premiärerna av denna version ägde rum i New York på Metropolitan Opera den 30 januari 1889 och på Londons Royal Opera House den 15 juli 1895.
Det talas ofta och med all rätt om en "Dresden-" och en "Parisversion" av Tannhäuser. Men Wagner själv ansåg att den senare versionen, Parisversionen, var den slutgiltiga och enda rätta. Det som idag kallas "Parisversionen" är i allmänhet den version som senare översattes tillbaka till tyska och uppfördes i Wien 1875. Parisversionen (på franska) framförs ytterst sällan.

### Wienversionen (1875)
Några ytterligare ändringar gjordes i Tannhäuser inför en föreställning av Wiener Hofoper 1875, den sista uppsättningen under Wagners egen ledning. Bland annat sjöngs operan på tyska (i stället för på franska, som i Parisversionen) och att slutet av ouvertyren kopplades samman till början av den egentliga operan. Wienversionen från 1875 är den som normalt används i moderna uppsättningar av "Paris"-versionen, ofta med återinförandet av Walthers solo i akt 2. Wagner var fortfarande missnöjd med operan. Cosima Wagner noterade i sin dagbok den 23 januari 1883 (tre veckor innan han dog): "Han säger att han fortfarande är skyldig världen en Tannhäuser."
Wagner hade redan under sin livstid planerat att Tannhäuser skulle ingå i repertoaren för Festspelen i Bayreuth, även om han var osäker på om han skulle föredra Dresden- eller Wienversionen eller en ny, återigen närmare Dresdenversionen (jfr Cosimas dagboksanteckningar av den 23 januari 1883). Tannhäuser spelades för första gången i Bayreuth 1891.

### Svensk premiär 1878
Den svenska premiären ägde rum på Stockholmsoperan den 4 december 1878 i regi och översättning av Frans Hedberg. Dirgent var Ludvig Norman. Uppsättningen spelades 104 gånger fram till 1904. Den iscensattes åter med premiär den 13 november 1904, den 8 augusti 1931, den 20 september 1942, den 30 december 1947, den 11 april 1953,  den 9 september 1956, den 10 december 1983, 7 september 1998 i ett gästspel från Deutsche Oper Berlin, samt 20 april 2002.
Den sattes upp på Göteborgsoperan med premiär den 22 november 1998.

## Personer
Även om librettot och partituret alltid använder det enda namnet Tannhäuser i scenanvisningar som involverar titelfiguren eller för att ange vilka passager som sjungs av honom, förekommer detta namn aldrig i librettot. Snarare är det så att varje karaktär som tilltalar Tannhäuser vid namn använder hans förnamn, Heinrich (Heinrich von Ofterdingen). Ofta sjungs Venus och Elisabeth av samma person, vilket kan framhäva dualismen i den kvinnliga kärleken.
Den distinkta karaktären Heinrich der Schreiber sjunger många melodier som skiljer sig från alla andra namngivna karaktärer, och ibland unika texter. I librettot nämns han dock bara i karaktärsförteckningen, där de ensemblenummer som inkluderar honom är betecknade med Ritter (dvs. "riddare", syftande på Minnesångare, som alla delar riddarrang). Partituret i Schirmers utgåva kallar hans melodislinga helt enkelt "Schreiber".
| Roller | Röstläge                 | Premiärbesättning 19 oktober 1845 Dirigent: Richard Wagner | Reviderad (Paris) version Premiärbesättning 13 mars 1861 Dirigent: Pierre-Louis Dietsch | Svensk premiärbesättning 4 december 1878 Dirigent: Ludvig Norman |
| --- | ------------------------ | ---------------------------------------------------------- | --------------------------------------------------------------------------------------- | ---------------------------------------------------------------- |
| Tannhäuser, en Minnesångare, känd som Heinrich | tenor                    | Josef Tichatschek                                          | Albert Niemann                                                                          | Oscar Arnoldson                                                  |
| Prinsessan Elisabeth, lantgrevens brorsdotter | sopran                   | Johanna Wagner                                             | Marie Sasse                                                                             | Fredrika Stenhammar                                              |
| Venus, Kärleksgudinnan | sopran eller mezzosopran | Wilhelmine Schröder-Devrient                               | Fortunata Tedesco                                                                       | Anna Maria Strandberg                                            |
| Wolfram von Eschenbach, en Minnesångare | baryton                  | Anton Mitterwurzer                                         | Morelli                                                                                 | Carl Fredrik Lundqvist                                           |
| Hermann, Lantgreven av Thüringen | bas                      | Georg Wilhelm Dettmer                                      | Cazaux                                                                                  | Anders Willman                                                   |
| Walther von der Vogelweide, en Minnesångare | tenor                    | Max Schloss                                                | Aimes                                                                                   | G. Henrikson                                                     |
| Biterolf, en Minnesångare | bas                      | Johann Michael Wächter                                     | Coulon                                                                                  | Hjalmar Håkansson                                                |
| Heinrich der Schreiber, en Minnesångare | tenor                    | Anton Curty                                                | König                                                                                   | Robert Ohlsson                                                   |
| Reinmar von Zweter, en Minnesångare | bas                      | Karl Risse                                                 | Freret                                                                                  | Helmer Strömberg                                                 |
| En ung herde | sopran                   | Anna Thiele                                                | Reboux                                                                                  | Wilhelmina Strandberg                                            |
| Fyra adliga pager | sopraner, altar          |                                                            |                                                                                         |                                                                  |
| Thüringska riddare och adelsmän med damer. Äldre och yngre pilgrimer, sirener, najader, nymfer, backanter; I Parisversionen, även tre gracer, yngligar, cupider, satyrer och fauner |                          |                                                            |                                                                                         |                                                                  |

## Orkesterbesättning
- 3 flöjter (den ena dubblerar på piccolaflöjt), 2 oboer, 2 klarinetter, basklarinett, 2 fagotter
- 4 valthorn, 3 trumpeter, 3 tromboner, bastuba
- timpani, bastrumma, cymbaler, triangel, tamburin, kastanjetter
- harpa
- 1:a och 2:a violiner, viola, celli och kontrabasar

off-stage
- engelskt horn, 4 oboer, 6 klarinetter, 4 fagotter, 12 valthorn, 12 trumpeter, 4 tromboner, virveltrumma, cymbaler, tamburin

## Handling
Förspelet till operan är ett starkt suggestivt stycke som inleds med en långsam hymn som är tema i pilgrimernas sång. Musiken övergår sedan till vildare extatiska och erotiska tongångar av Venusbergsmusik och citerar Venussång i första akten. Förspelet och Venusbergmusik är mycket populära och framförs även som fristående konsertstycken.
Akt I
Tannhäuser grips, efter att i flera år ha levt hos kärlekens gudinna Venus och njutit av rikedom och de förbjudna nöjena inne i grottan i Venusberget, av längtan efter jordlivet och klangen av kyrkklockor. Venus försöker övertyga honom att han knappast kan få det bättre än hos henne. Tannhäuser står på sig och Venus låter honom gå när han ropar det religiösa mantrat min frälsning är hos Maria. Hon slungar i sitt raseri en förbannelse efter honom: han kommer aldrig att finna någon ro bland människorna. Tannhäuser svarar att han tror på förlösning genom den heliga jungfrun och Venus och hennes rike försvinner i mörkret. Tannhäuser förflyttas då till en äng utanför Wartburg framför en Mariabild. Det är vår och en herdepojke sitter på en bergknalle och sjunger sin vårliga sång ("Frau Holda kam aus dem Berg hervor"). Nedför stigen kommer en pilgrimsskara på väg till den heliga staden Rom. Tannhäuser försjunker i djup andakt framför helgonbilden ("Allmächt'ger, dir sei Preis!"). Hornfanfarer förkunnat att en skara jägare närmar sig.  Bland dem befinner sig lantgreven Herman av Thüringen och minnesångarna Wolfram von Eschenbach, Walter von der Vogelweide, Heinrich der Schreiber, Biterolf och Reimar von Zweiter. Tannhäuser tillhörde en gång denna krets. Nu vill han vandra vidare. Men när Wolfram berättar för honom att lantgrevens brorsdotter Elisabeth fortfarande älskar honom och inte bevistat en enda sångarfest under hans frånvaro, följer han med sina vänner. Hela jaktsällskapet sjunger en sång om "den gamla goda tiden, som nu kommit tillbaka".
Akt II

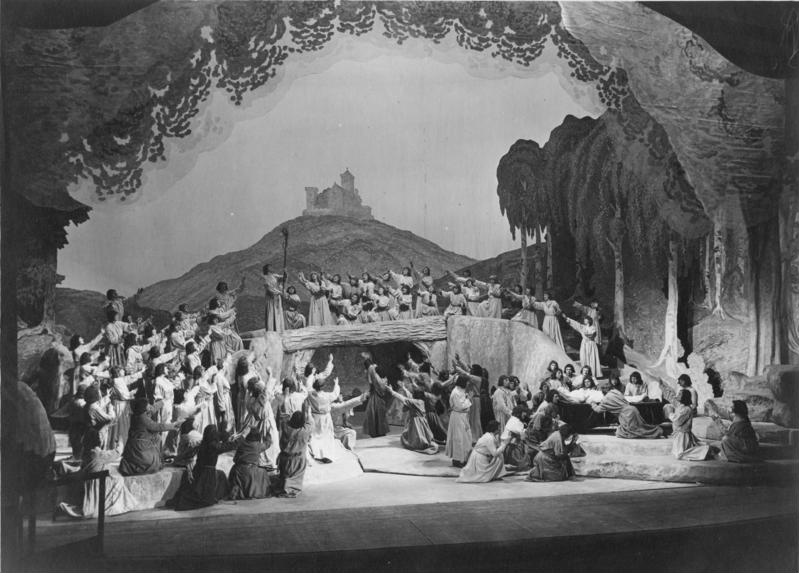
Slutscenen från en föreställning i Bayreuth 1930.

Elisabeth är lycklig över att hon åter skall få höra sin älskade sjunga ("Dich, teure Halle, grüss' ich Wieder"). Wolfram för in Tannhäuser i salen och denne knäböjer framför Elisabeth. Lantgreven är också glad över att få se sin brorsdotter på festen och har inbjudit en rad adliga damer och herrar, som tågar in till tonerna av en festlig marsch ("Gästernas intåg"). Lantgreven inbjuder till tävlan om vem som bäst kan tolka kärlekens väsen. Den som vinner får själv bestämma priset. Wolfram inleder med att skildra kärleken som en helig brunn, vilken man kan närma sig men utan jordiskt begär ("Blick' ich umher in diesem edlen Kreise"). Tannhäuser svarar i sin sång att brunnen inte har något värde om man inte kan dricka ur den. Walther står på Wolframs sida och hävdar att brunnen inte skall läska gommen utan hjärtat. Tannhäuser svarar högdraget och hånande, och Biterolf drar sitt svärd. Då glömmer Tannhäuser sig helt och sjunger i vild extas sin hymn till Venus ("Dir Göttin der Liebe, soll mein Lied ertönen"). Förskräckta lämnar kvinnorna salen, och riddarna går med dragna svärd mot missdådaren. Elisabeth har likblek varit vittne till uppträdet. Nu kastar hon sig mellan Tannhäuser och riddarna. Det är henne Tannhäuser har sårat, och ändå vill hon be för hans frälsning. Tannhäuser inser att han handlat dåraktigt och faller ångerfullt på knä framför lantgreven. Men denne är obeveklig: Enda möjligheten är att bege sig på pilgrimsfärd till Rom ("Nach Rom!"). Tannhäuser kysser Elisabeths mantel, och hoppfull drar han åstad för att uppfylla lantgrevens krav.
Akt III
Förspelsmusiken, som kallas Tannhäusers pilgrimsfärd lägger ut en dyster stämning och introducerar temat för senare Romberättelse.
Elisabeth ligger på knä framför Mariabilden. Wolfram kommer gående nedför stigen. Han stannar, då han nedifrån dalen hör en hymn från en pilgrimskör ("Beglückt darf nun dich, O Heimat, ich schauen"). Pilgrimerna passerar Mariabilden och Elisabeth väntar med spänning på att Tannhäuser skall träda fram ur gruppen. Men han finns inte med bland dem. Förtvivlad kastar hon sig ner framför helgonbilden och ber Jungfru Maria att hon skall taga henne bort från denna värld ("Allmächt'ge Jungfrau, hör meine Flehen!"). Wolfram går fram till henne och erbjuder sig att följa henne hem. Han förstår genast att hon inväntar döden och låter henne gå bort ensam. När hon försvunnit tar han sin harpa och sjunger en sång till aftonstjärnan, som han ber hälsa Elisabeth på hennes färd mot himmelen aftonstjärnan ("O du mein holder Abendstern"). Då sången är slut kommer en pilgrim vandrande uppför stigen. Förskräckt igenkänner Wolfram Tannhäuser. Pilgrimen berättar om sin mödosamma vandring. Påven vägrade ge honom förlåtelse och lika lite som staven i Tannhäusers hand kommer att skjuta skott, lika omöjligt är det för honom att få förlåtelse ("Inbrunst im Herzen, wie kein Büsser noch"). Fylld av förtvivlan kallar Tannhäuser på Venus, och gudinnan kommer åkande i sin blomsterprydda vagn. Hon hälsar sin älskare och inbjuder honom att följa med till hennes berg. Tannhäuser ämnar stiga upp i hennes vagn, då Wolfram hindrar honom. "Tannhäuser", ropar han. "En ängel ber för dig i himlen - Elisabeth". Den älskades namn får Tannhäuser att stå som förstenad. Venus har förlorat sin makt över honom och försvinner. Från dalen kommer ett likfölje. På en öppen bår ligger Elisabeth. Tannhäuser vacklar bort till båren. Med orden "Heliga Elisabeth, bed för mig! ("Heilige Elisabeth, bitte für mich") dör han. En skara unga pilgrimer kommer bärande på Tannhäusers vandringsstav ("Heil! Heil! Der Gnade Wunder Heil!"). Den bär friska, gröna skott ("Der Gnade Heil ist dem Büsser beschieden, er geht nun ein in der Seligen Frieden!").

## Efter Wagner

### Uppsättningar
Wagner avled 1883. Den första uppsättningen av operan på Wagners Bayreuth Festspielhaus (ursprungligen uppförd för framförandet av hans Nibelungens ring) sattes upp under ledning av Cosima Wagner 1891 och var nära knuten till Wienversionen. Senare föreställningar i Bayreuth inkluderade en där Richard Strauss dirigerade (1894) och en där backanalen koreograferades av Isadora Duncan (1904). Duncan föreställde sig backanalen som en fantasi om Tannhäusers febriga hjärna, som Wagner hade skrivit till Mathilde Wesendonck 1860. Arturo Toscanini dirigerade operan i Bayreuth säsongen 1930/31.
För att citera Wagner-forskaren Thomas S. Grey: "Backanalen förblev ett definierande fokus för många ... produktioner, som en testplats för att förändra uppfattningen om den psykosexuella symboliken i Venusberget." Produktioner som Götz Friedrich i Bayreuth (1972) och Otto Schenk på Metropolitan Opera i New York (1977) "erbjuder rutinmässigt mängder av simulerad kopulation och post-coital langour, för vilka Parispartituret erbjuder gott om uppmuntran". En uppsättning i München (1994) inkluderade som en del av Tannhäusers fantasier "varelser ur Hieronymus Bosch som kryper runt den omedvetna huvudpersonen".
En uppsättning som sattes upp 2013 på Deutsche Oper am Rhein i Düsseldorf drogs tillbaka efter arga protester och rapporter om upprörda åskådare som sökte medicinsk hjälp. Produktionen regisserades av Burkhard C. Kosminski och inkorporerade karaktärer utklädda till nazister; en realistisk skildring av en död genom skjutning; och en miljö i ett koncentrationsläger från Förintelsen. Efter den första kvällen fortsatte operan i form av konsertföreställningar utan scenerier.

### Tannhäusersom film
1991 regisserade den ungerske filmregissören István Szabó filmen Möte med Venus med Glenn Close i huvudrollen som sångerskan Karin Anderson. Filmen handlar om en fiktiv uppsättning av operan. Sångpartierna sjungs av Kiri Te Kanawa (Elisabeth), René Kollo (Tannhäuser), Håkan Hagegård (Wolfram von Eschenbach ) och Waltraud Meier (Venus).

## Ljudinspelningar
- Wagner, Richard (2007). Wagner at the Royal Swedish Opera 1955-1959 Tannhäuser : Parsifal : Siegfried. Royal Swedish Opera Archives ; Vol.7. Stockholm: Caprice Records. Libris 10559404